# Golda
Golda är en biografisk och historisk dramafilm från 2023. Filmen är regisserad av Guy Nattiv, efter ett manus skrivet av Nicholas Martin. I rollen som Golda Meir ses Helen Mirren.
Filmen hade världspremiär på filmfestivalen i Berlin den 20 februari 2023. Den hade biopremiär i Sverige den 6 oktober samma år, utgiven av Scanbox Entertainment.

## Handling
Filmen utspelar sig år 1973 och kretsar kring Golda Meirs liv under Yom Kippur kriget mellan Israel och en koalition av arabiska länder med Egypten och Syrien i spetsen.

## Rollista (i urval)
- Helen Mirren – Golda Meir
- Camille Cottin – Lou Kaddar
- Rami Heuberger – Moshe Dayan
- Ohad Knoller – Ariel Sharon
- Lior Ashkenazi – David Elazar
- Dominic Mafham – Haim Bar-Lev
- Ellie Piercy – Shir Shapiro
- Ed Stoppard – Benny Peled
- Rotem Keinan – Zvi Zamir
- Dvir Benedek – Eli Zeira
- Emma Davies – Miss Epstein
- Liev Schreiber – Henry Kissinger
- Jaime Ray Newman – Henry Kissingers sekreterare